# Kammlach
Kammlach là một đô thị ở huyện Unterallgäu bang Bayern, Đức.